# Hamma pygmaeum
Hamma pygmaeum är en insektsart som beskrevs av Capener 1972. Hamma pygmaeum ingår i släktet Hamma och familjen hornstritar. Inga underarter finns listade i Catalogue of Life.